# Franz Schubert
Franz Peter Schubert (31 tháng 1 năm 1797 - 19 tháng 11 năm 1828) là một nhà soạn nhạc người Áo. Ông đã sáng tác 600 Lieder, chín bản giao hưởng trong đó có bản giao hưởng nổi tiếng "Unfinished Symphony" cùng các thể loại nhạc nghi lễ, nhạc thính phòng và solo piano. Ông được biết đến với các tác phẩm có giai điệu nhẹ nhàng và du dương.
Dù Schubert có khá nhiều người bạn ngưỡng mộ các nhạc phẩm của ông (như thầy giáo của ông Antonio Salieri, và ca sĩ nổi tiếng Johann Michael Vogl), tuy nhiên âm nhạc của Schubert thời đó không được thừa nhận rộng rãi nếu không muốn nói là rất hạn chế. Schubert chưa bao giờ đảm bảo được một công việc ổn định và thường xuyên phải nhờ đến sự ủng hộ của bạn bè và gia đình trong phần lớn sự nghiệp.
Schubert mất sớm, năm 31 tuổi, do hậu quả của bệnh thương hàn là thứ bệnh không chữa được thời đó. Vài thập kỷ sau khi Schubert qua đời, các tác phẩm của ông mới khẳng định được tên tuổi của mình, một phần nhờ công lao phổ biến của các nhạc sĩ cùng thời như Franz Liszt, Robert Schumann, Felix Mendelssohn.
Ngày nay, Schubert được xếp hạng là một trong số những nhà soạn nhạc vĩ đại nhất của những năm cuối thời kỳ cổ điển, đầu thời kỳ lãng mạn, và các tác phẩm của ông thường xuyên được trình diễn nhiều trong những năm đầu thế kỷ 19.

## Tiểu sử
Franz Peter Schubert sinh ngày 31 tháng 1 năm 1797 tại Himmelpfortgrund (nay thuộc Alsergrund), Viên, thủ đô nước Áo. Cha ông là Franz Theodor Schubert - con của một nông dân vùng Moravia- là thầy giáo nổi tiếng trong giáo khu. Mẹ ông là con của một người sửa khóa vùng Silesia, là người hầu của một gia đình giàu có trước khi lấy chồng. Tổng cộng ông có 14 anh chị em, nhưnng chỉ 5 người sống, chín người chết yểu.
Cha ông là một thày giáo nổi tiếng trong vùng, dạy ở Lichtental (huyện 9 của Vienna) nơi có đông học trò theo học. Mặc dù cha ông không phải là nhạc sĩ, ông là người dạy cho Schubert những điểm cơ bản về âm nhạc.

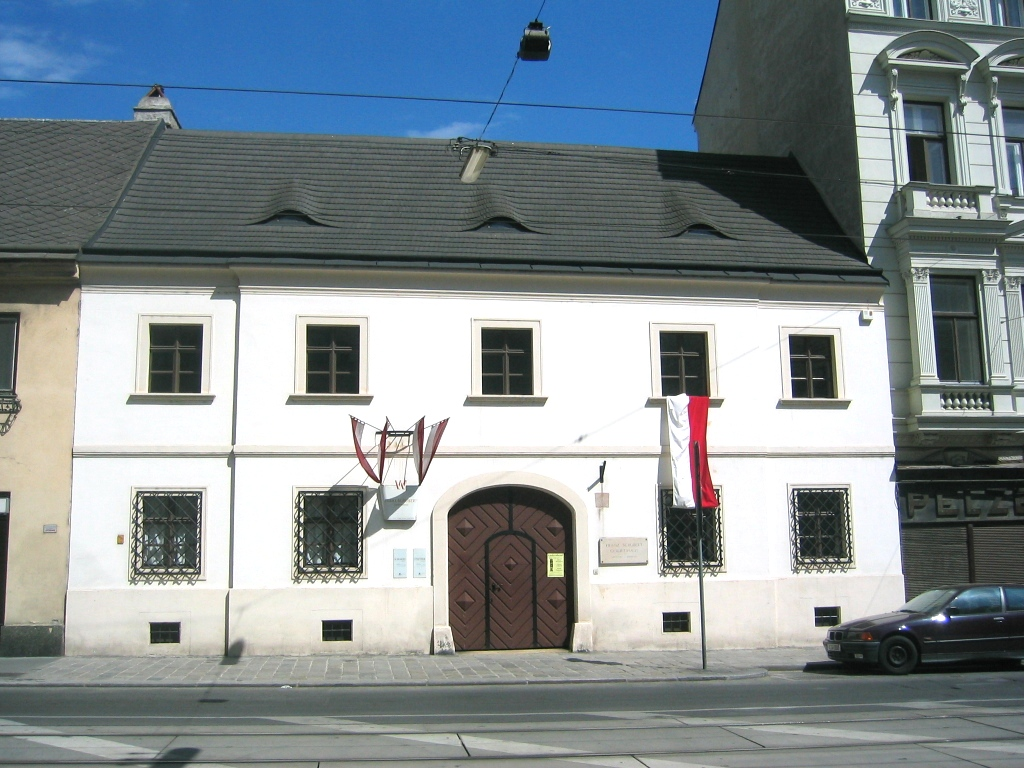
Ngôi nhà nơi Schubert được sinh ra, ngày nay là Nussdorfer Strasse 54

Schubert bắt đầu học nhạc ở nhà khi lên 6, năm sau thì chính thức ghi danh nhập học trường Lichtental nơi cha ông là giáo viên. Schubert được cha dạy kỹ thuật cơ bản đánh violin, còn anh ông là Ignaz thì dạy ông đánh piano. Khi Schubert lên bảy, Michael Holzer, người chơi organ đồng thời cũng là trưởng ban hợp xướng ca của nhà thờ giáo xứ địa phương tại Lichtental nhận dạy thêm. Qua một người quen, Schubert lại được một người thợ mộc dẫn đến một kho đàn piano để Franz có thể tập đánh. Ngoài piano Schubert cũng chơi viola trong ban nhạc gia đình: họ lập ban tứ tấu đàn dây: Ferdinand và Ignaz đánh violin chính và violon nhì, cha ông đánh violoncello. Bản nhạc đầu tiên Schubert sáng tác là cho ban tứ tấu này.
Schubert đầu tiên được Antonio Salieri, nhà quản lý âm nhạc hàng đầu của Vienna, để ý đến vào năm 1804, về tài năng thanh nhạc của cậu. Năm 1808 ông vào trường Stadtkonvikt với suất học bổng trong dàn đồng ca. Tại đây ông bắt đầu làm quen với các bản overture và giao hưởng của Mozart, các bản symphony của Haydn và của người em Michael của ông. Với việc học hỏi các tác phẩm trên, làm quen với các tác phẩm của các nhạc sĩ khác, và thỉnh thoảng đến xem các vở opera đã tạo ra một vốn kiến thức âm nhạc rộng rãi và vững chắc cho Schubert. Một ảnh hưởng âm nhạc quan trọng cho Schubert là các bài hát của Johann Rudolf Zumsteeg, một nhà soạn nhạc Lieder quan trọng lúc đó. Sinh viên trẻ Schubert đã "muốn hiện đại hóa" các bài hát trên, Joseph von Spaun, người bạn của Schubert kể lại. Tình bạn của Schubert với Spaun bắt đầu tại Stadtkonvikt và kéo dài trong suốt cuộc đời ngắn ngủi của ông. Trong những ngày đầu, Spaun với tài chính khá giả đã mua nhiều giấy viết nhạc cho một Schubert nghèo khó.
Tài năng của Schubert bắt đầu thể hiện qua các sáng tác. Thỉnh thoảng Schubert được giao chỉ huy dàn nhạc, và Antonio Salieri bắt đầu đào tạo Schubert về lý thuyết âm nhạc và kĩ năng sáng tác. Đây là dàn nhạc đầu tiên Schubert viết nhạc, và anh đã dành phần lớn thời gian còn lại của mình tại Stadtkonvikt để sáng tác nhạc thính phòng, một số bài hát, các đoạn ngắn cho piano, và bản hợp xướng phụng vụ với các hợp xướng "Salve Regina" (D27), "Kyrie" (D31), và "Octet cho Winds" chưa hoàn thành (D72, để kỷ niệm cái chết của mẹ Schubert năm 1812), bản cantata Wer ist groß? cho giọng nam và dàn nhạc (D110, kỷ niệm ngày sinh nhật của cha Schubert vào năm 1813), và bản giao hưởng đầu tiên của anh (D 82).

### Làm thầy giáo tại trường của cha mình
Vào cuối năm 1813, ông rời Stadtkonvikt và trở về nhà để học khoa giáo viên tại Normalhauptschule. Năm 1814, ông trở thành giáo viên của các em học sinh nhỏ tuổi nhất tại trường của cha mình. Trong hơn hai năm Schubert chịu đựng khó khăn với sự lãnh đạm hiếm thấy. Tuy nhiên, cũng có các lợi ích bù lại. Ông tiếp tục học hỏi Salieri, người đã đào tạo Schubert các kỹ thuật thực tế hơn bất kỳ các giáo viên khác của ông, trước khi họ chia tay năm 1817.
Năm 1814, ông làm quen với Therese Grob, con gái của một nhà sản xuất lụa trong vùng đồng thời là một ca sĩ soprano đã trình tấu một số tác phẩm của ông như Salve Regina, Tantum Ergo, và cô cũng là ca sĩ hát chính trong buổi ra mắt của tác phẩm Mass in F của ông vào tháng 9 năm 1814. Mối quan hệ tình cảm cũng phát triển phức tạp và có nhiều khả năng Schubert muốn kết hôn với Grob nhưng không thành. Năm 1815 Luật kết hôn quá hà khắc với yêu cầu chú rể phải chứng minh được khả năng có thể nuôi sống gia đình. Tháng 11 năm 1816, sau khi không được nhận công việc ở Laibach (bây giờ là Ljubljana, Slovenia) ông gửi cho Heinrich - anh của Grob - một tập tác phẩm mà gia đình bà còn giữ đến đầu thế kỉ 20.
Năm 1815 là năm Schubert tập trung vào sáng tác, ông viết đến 9 tác phẩm cho nhà thờ, 140 ca khúc nghệ thuật (lieder), một bản giao hưởng.

### Những năm cuối đời
Đang trong giai đoạn đỉnh cao của sự nghiệp, sức khỏe Schubert dần giảm sút. Những năm cuối thập niên 20 thế kỷ XIX, sức khỏe Schubert ngày càng đi xuống, ông đã tâm sự với một vài người bạn rằng ông sợ ông đã sắp cận kề cái chết. Giữa hè năm 1828, Schubert gặp nhà Vật Lý Ernst Rinna, có lẽ cũng chính là người đã xác nhận những nghi ngờ của Schubert về căn bệnh của mình, rằng ông đang mắc căn bệnh nan y và có khả năng sẽ chết sớm. Những triệu chứng cho thấy rằng ông bị ngộ độc thủy ngân (ngày xưa thủy ngân thường được dùng như là một bài thuốc phổ biến để trị bệnh giang mai, căn bệnh mà chính Schubert cũng đã từng mắc phải). Đầu tháng 11, ông lại bị ốm, đau đầu, sốt, sưng khớp và nôn mửa. Thậm chí ông cũng không thể ăn được thức ăn dạng rắn cũng như tình trạng ngày càng chuyển biến xấu. 5 ngày trước khi mất, bạn của ông là nghệ sĩ violin Karl Holz và nhóm tứ tấu đến thăm và chơi đàn cho ông nghe. Tác phẩm âm nhạc cuối cùng mà ông muốn nghe chính là bản String Quartet No. 14 in C-sharp minor, Op. 131 của Beethoven. Holz sau đó đã nói: "The King of Harmony has sent the King of Song a friendly bidding to the crossing".
Schubert mất tại Viên vào ngày 19 tháng 11 năm 1828, thọ 31 tuổi, ở khu căn hộ của Ferdinand, anh trai ông. Nguyên nhân chẩn đoán ông tử vong do sốt thương hàn, dù vậy vẫn có rất nhiều giả thuyết khác được đưa ra, trong đó có cả việc do bệnh giang mai của ông đã bước vào giai đoạn 3. Theo nguyện vọng của Schubert, ông đã được chôn cất gần mộ của Bethoven, người mà ông ngưỡng mộ cả đời, tại nghĩ trang làng Währing, Viên. Trước đó 1 năm ông cũng là người cầm đuốc trong lễ tang Beethoven.
Năm 1872, một đài tưởng niệm Franz Schubert đã được dựng lên ở công viên Stadtpark của Viên. Năm 1888, cả hai ngôi mộ của Schubert và Beethoven đã được chuyển đến Zentralfriedhof, nơi mà giờ đây họ có thể được thấy ngay cạnh mộ của Johann Strauss II và Johannes Brahms. Nghĩa trang Währing đã được cải tạo trở thành công viên vào năm 1925, được gọi là công viên Schubert, và vị trí mộ cũ của ông giờ đây được đánh dấu bằng một bức tượng bán thân. Văn bia của ông, được viết bởi người bạn của ông, nhà thơ Franz Grillparzer: "Die Tonkunst begrub hier einen reichen Besitz, aber noch viel schönere Hoffnungen".

## Phong cách sáng tác
Giai đoạn Âm nhạc Cổ điển - Trường phái cổ điển Vienna (1730 -1820) khép lại với những tên tuổi lừng lẫy như Haydn, Mozart, Beethoven để mở ra một giai đoạn mới - giai đoạn Âm nhạc Lãng mạn (1800 - 1910) Những nhà soạn nhạc thời kì Lãng mạn thường lấy cảm hứng từ văn học, hội họa hay từ những nguồn ngoài thế giới âm nhạc. Vì vậy, âm nhạc chương trình được phát triển rất mạnh mẽ và dẫn đến sự ra đời của thể loại thơ giao hưởng.Các bài thơ trong thế kỉ 18 và 19 là cơ sở đề hình thành nên các bài hát nghệ thuật mà trong đó các nhà soạn nhạc dùng âm nhạc để khắc họa hình ảnh và tâm trạng của lời ca. Sự huy hoàng của âm nhạc lãng mạn lan toả suốt thế kỷ XIX với rất nhiều nhà soạn nhạc ưu tú như Mendelssohn, Schumann, Chopin, Liszt hay Tchaikovsky nhưng trong đó người khai phá và là "nhân vật vĩ đại" đầu tiên chính là Franz Schubert. Schubert sáng tác đủ các thể loại âm nhạc: giao hưởng, Sonat, nhạc thính phòng, bài hát. Schubert là người đầu tiên đưa bài hát đến tầm khái quát cao, đồng thời giữ được vẻ tự nhiên ban đầu của nó. Schubert trở nên bất tử qua 600 bài hát mà ông sáng tác (nên giao hưởng và opera của ông bị khuất lấp, bị rơi vào lãng quên lúc sinh thời). Sau khi Schubert qua đời, các tác phẩm của ông mới khẳng định được tên tuổi của mình, một phần nhờ công lao phổ biến của các nhạc sĩ cùng thời như Franz Liszt, Robert Schumann, Felix Mendelssohn. Schubert được coi là ánh bình minh của chủ nghĩa lãng mạn trong âm nhạc Ông được xếp vào hàng các nhà soạn nhạc vĩ đại nhất của nhân loại.

## Nhạc cụ
Một số những cây đàn piano mà Schubert đã từng sử dụng là cây đàn piano Benignus Seidner (hiện được trưng bày tại Schubert Geburtshaus ở Viên) và một cây đàn piano Anton Walter & Sohn (bảo tàng Kunsthistorisches ở Viên) đồng thời Schubert cũng quen thuộc với các nhạc cụ do người chế tạo đàn piano người Viên, Conrad Graf.

### Danh sách đĩa nhạc
- Paul Badura-Skoda. Franz Schubert. Fantaisie Pour le Piano-forte. Fortepiano 1824 Graf
- K.Bezuidenhout piano, J.Kobow voice.  F.Schubert (1797-1828) : Chant du Cygne D.957 - F.Mendelssohn (1809-1847) : Six lieder sur des textes de Heinrich Heine. Fortepiano 1819 Graf (Paul McNulty)
- Viviana Sofronitsky. F.Schubert. Wanderer Fantasy, Impromptus opp. 90 & 142. Fortepiano 1819 Graf (Paul McNulty)
- Alexei Lubimov. Franz Schubert. Impromptus. Fortepiani 1810 Matthias Müller, 1830 Joseph Schantz
- Andreas Staier, Alexandr Melnikov. Franz Schubert. Fantasie in F Minor. Fortepiano Graf (Christopher Clarke)
- Penelope Crawford. Schubert, Mendelsohn, Schumann. Viennese Romantic Piano. Fortepiano 1835 Graf
- András Schiff. Franz Schubert. C Major Fantasies. Fortepiano Franz Brodmann 1820

### Tư liệu
Tác phẩm của Otto Erich Deutsch
- Deutsch, Otto Erich; Wakeling, Donald R. (1995). The Schubert Thematic Catalogue. Courier Dover Publications. ISBN 978-0-486-28685-3.
- Deutsch, Otto Erich (1998) [1958]. Schubert: Memoirs by His Friends. Oxford University Press. ISBN 978-0-19-816436-4.

Học giả thế kỷ 19 và đầu thế kỷ 20
- Austin, George Lowell (1873). The Life of Franz Schubert. Shepard and Gill. ISBN 978-0-404-12856-2. OCLC 4450950.
- Duncan, Edmondstoune (1905). Schubert. J.M. Dent. ISBN 978-1-4437-8279-1. OCLC 2058050.
- Dvořák, Antonín (tháng 7 năm 1894). "Franz Schubert". Century Illustrated Monthly Magazine. Quyển 48 số 3. Cairns Collection of American Women Writers. OCLC 4279873.
- Frost, Henry Frederic (1915). Schubert. Scribner. OCLC 45465176.
- Grove, George; Fuller-Maitland, John Alexander (1908). Grove's Dictionary of Music and Musicians. Quyển 4. Macmillan. OCLC 407077.
- Bài viết này bao gồm văn bản từ một ấn phẩm hiện thời trong phạm vi công cộng: Hadow, William Henry (1911). "Schubert, Franz Peter". Trong Chisholm, Hugh (biên tập). Encyclopædia Britannica. Quyển 24 (ấn bản thứ 11). Cambridge University Press. tr. 383–386.
- Kreissle von Hellborn, Heinrich (1869) [1865]. The Life of Franz Schubert (bằng tiếng Anh). Quyển 1. Coleridge, Arthur Duke biên dịch. Longmans, Green, and Company. The first full-length biography of Schubert (volume 1).
- Kreissle von Hellborn, Heinrich (1869) [1865]. The Life of Franz Schubert. Quyển 2. Coleridge, Arthur Duke biên dịch. Longmans, Green, and Co. The first full-length biography of Schubert (volume 2).
- Rodenberg, Julius; Pechel, Rudolf (1900). Deutsche Rundschau, volume 102 (Jan–Mar 1900) (bằng tiếng Đức). Gebrüder Paetel. OCLC 1566444.
- Thayer, Alexander Wheelock; Krehbiel, Henry E.; Deiters, Hermann; Riemann, Hugo (1921). The Life of Ludwig van Beethoven. Quyển 3. New York: The Beethoven Association. OCLC 422583.
- Wilberforce, Edward (1866). Franz Schubert: A Musical Biography. London: W. H. Allen & Co. Bản mẫu:No ISBN
- "Volume 38". The Musical Times. Quyển 38. Novello. tháng 2 năm 1897. OCLC 1608351.

Học giả hiện đại
- Botstein, Leon (1997). "Contexts: musical, political, and cultural". Trong Gibbs, Christopher H. (biên tập). The Cambridge Companion to Schubert. Cambridge Companions to Music. Cambridge University Press. ISBN 978-0-521-48424-4.
- Brown, A. Peter (2002). The Symphonic Repertoire. Indiana University Press. ISBN 978-0-253-33487-9.
- Brown, Maurice John Edwin (1983). The New Grove Schubert. New York: W. W. Norton & Company. ISBN 978-0-393-01683-3. OCLC 9398015.
- Denny, Thomas A. (1997). "Schubert's operas". Trong Gibbs, Christopher H. (biên tập). The Cambridge Companion to Schubert. Cambridge Companions to Music. Cambridge University Press. ISBN 978-0-521-48424-4.
- Deutsch, Otto Erich; và đồng nghiệp (1978). Franz Schubert, thematisches Verzeichnis seiner Werke in chronologischer Folge. Bärenreiter. ISBN 978-3-7618-0571-8.
- Emmons, Shirlee; Lewis, Wilbur Watkin (2006). Researching the Song: A Lexicon. Oxford University Press US. ISBN 978-0-19-515202-9.
- Ewen, David (2007). Composers of Yesterday. Vancouver: Read Books. ISBN 978-1-4067-5987-7.
- Gammond, Peter (1982). Schubert. London: Methuen. ISBN 978-0-413-46990-8.
- Gibbs, Christopher H. (1997). "Introduction: the elusive Schubert". Trong Gibbs, Christopher H. (biên tập). The Cambridge Companion to Schubert. Cambridge Companions to Music. Cambridge University Press. ISBN 978-0-521-48424-4.
- Gibbs, Christopher H. (2000). The Life of Schubert. Cambridge University Press. ISBN 978-0-521-59512-4.
- Gibbs, Christopher H., biên tập (1997). The Cambridge Companion to Schubert. Cambridge Companions to Music. Cambridge University Press. ISBN 978-0-521-48424-4.
- Gramit, David (1997). "Music, cultivation, and identity in Schubert's circle". Trong Gibbs, Christopher H. (biên tập). The Cambridge Companion to Schubert. Cambridge Companions to Music. Cambridge University Press. ISBN 978-0-521-48424-4.
- Griffel, L. Michael (1997). "Schubert's orchestral music". Trong Gibbs, Christopher H. (biên tập). The Cambridge Companion to Schubert. Cambridge Companions to Music. Cambridge University Press. ISBN 978-0-521-48424-4.
- Hutchings, Arthur (1967). Church Music in the Nineteenth Century. London: Oxford University Press. ISBN 978-0-8371-9695-4.
- Lev, Ray (1947). Franz Schubert – Piano Sonata no. 15 in C major (Unfinished); Allegretto in C minor – Ray Lev, Pianist (78 RPM). United States: Concert Hall Society. Release B3.
- Liszt, Franz (1989). An Artist's Journey: Lettres D'un Bachelier ès Musique, 1835–1841. Suttoni, Charles biên dịch. University of Chicago Press. ISBN 978-0-226-48510-2.
- McKay, Elizabeth Norman (1996). Franz Schubert: A Biography. Oxford University Press. ISBN 978-0-19-816681-8.
- Newbould, Brian (1999). Schubert: The Music and the Man. University of California Press. ISBN 978-0-520-21957-1.
- Plantinga, Leon (1984). Romantic Music: A History of Musical Style in Nineteenth-Century Europe. Norton. ISBN 978-0-393-95196-7.
- Reed, John (ngày 15 tháng 8 năm 1997). The Schubert Song Companion. Manchester University Press. ISBN 978-1-901341-00-3.
- Schonberg, Harold C. (1997). The Lives of the Great Composers. W. W. Norton. ISBN 978-0-393-03857-6.
- Schroeder, David (2009). Our Schubert: His Enduring Legacy. Scarecrow Press. ISBN 978-0-8108-6927-1.
- Smith, Jane Stuart; Carlson, Betty; Schaeffer, Francis A. (1995). The Gift of Music: Great Composers and Their Influence. Good News Publishers. ISBN 978-0-89107-869-2.
- Steblin, Rita (1998). "In Defense of Scholarship and Archival Research: Why Schubert's Brothers Were Allowed to Marry". Current Musicology. Quyển 62. tr. 7–17.

Đánh số các bản giao hưởng
Các tư liệu sau đây cho thấy sự nhầm lẫn xung quanh việc đánh số các bản giao hưởng về sau của Schubert. Bản giao hưởng B thứ chưa hoàn thành được đánh cả bằng số 7 và số 8 khi xuất bản, bằng iếng Đức và tiếng Anh.
- Schubert, Franz (1996). Symphony, No 7, D 759, B minor, Unfinished (bằng tiếng Đức). Bärenreiter. OCLC 39794412. German-language publication of the Unfinished Symphony score as No. 7.
- Schubert, Franz (2008). Symphony No. 7 in B minor D 759 Unfinished Symphony. Eulenburg Audio+Score Series. Eulenburg. ISBN 978-3-7957-6529-3. English-language publication of the Unfinished Symphony score as No. 7.
- Schubert, Franz; Reichenberger, Teresa (1986). Symphony No. 8 in B minor, D. 759 Unfinished (Paperback). ISBN 978-3-7957-6278-0. English-language publication of the Unfinished Symphony score as No. 8.